# Amelia María del Brasil
La princesa Amélia del Brasil (Amélia Maria de Fátima Josefa Antônia Miguela Gabriela Rafaela Gonzaga d'Orléans i Bragança i Ligne; Brussel·les, 8 de juny de 1989) és membre de la Casa Imperial Brasilera i Princesa d'Orléans-Bragança.
És filla del Príncep del Brasil Antônio d'Orleans i Bragança, i va ser de facto la cinquena en la línia de successió al tron brasiler. En contraure matrimoni morganàtic amb el britànic James Spearman, va haver de renunciar a la seva virtual posició dinàstica.